# Kartenplotter

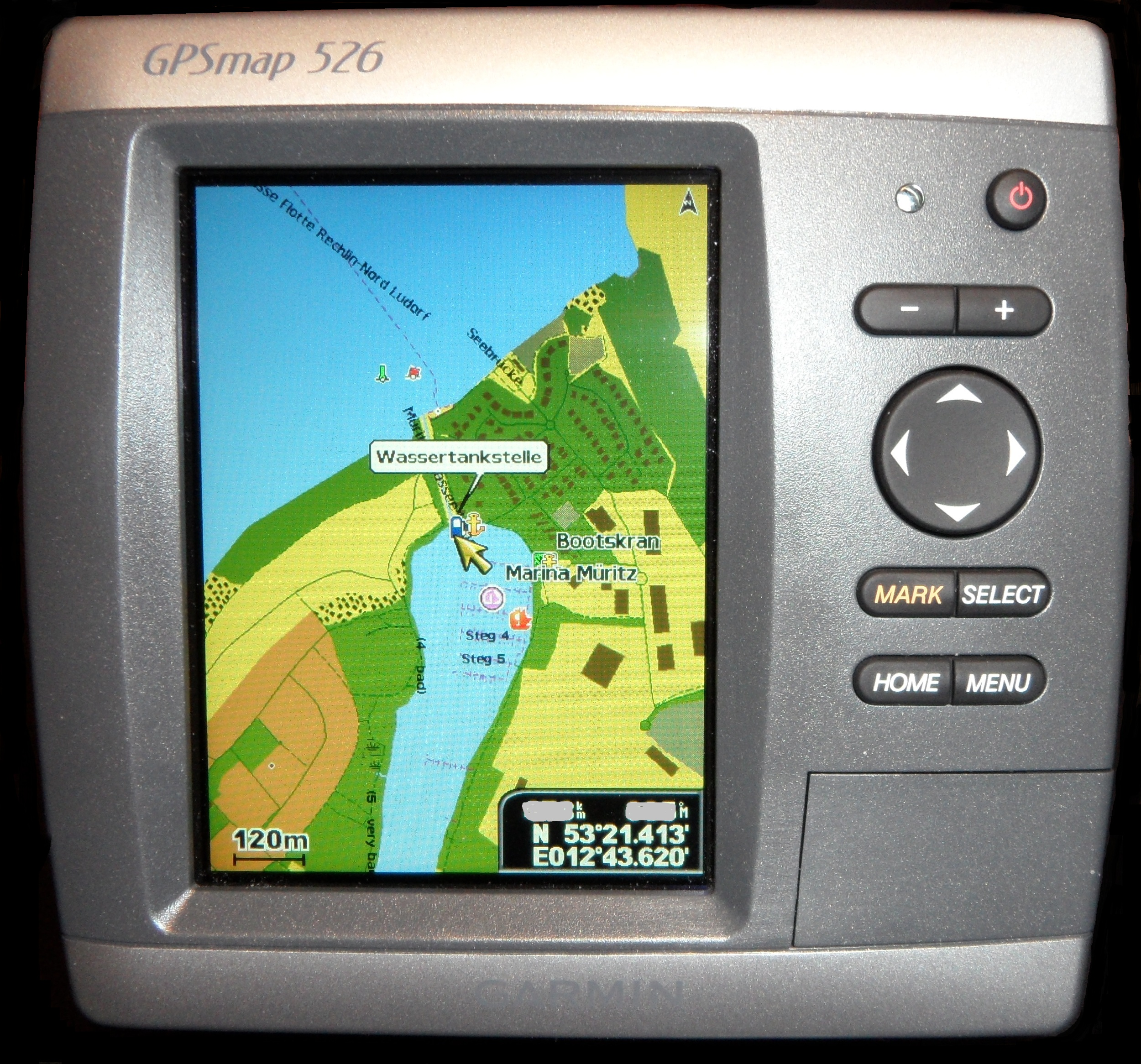
Garmin GPSmap 526
mit OpenSeaMap

Kartenplotter sind Schiffsnavigationsgeräte, die auf einem Display eine elektronische Seekarte anzeigen.
Die Geräte bieten eine Zoom-Funktion an, durch die das Seegebiet in verschiedenen Maßstäben und Auflösungsstufen und Detaillierungsgraden angezeigt werden kann. So sieht man auf der Übersichtskarte beispielsweise die Leuchtfeuer, und je weiter man hineinzoomt auf der Ansteuerungskarte die Tonnen und Fahrwasser, und auf der Hafenkarte detailliert die Hafeneinrichtungen.
Kartenplotter besitzen ein farbiges Display und können beispielsweise mit einem GPS-System, dem Echolot oder dem Windmesser verbunden werden. Damit bieten sie dem Schiffsführer immer die aktuellen Informationen und sind somit eine wichtige Navigationshilfe.
Multifunktionsdisplays vereinen GPS, Kartenplotter, Radar, AIS, Echolot und Fischfinder auf einem Bildschirm. Das Radarbild und andere Anzeigen werden in Layern halbtransparent auf die Seekarte gelegt und ergeben so eine ausgezeichnete Übersicht über die Situation im Seeraum um das Schiff herum.
Ursprünglich wurden Kartenplotter hauptsächlich in der Großschifffahrt eingesetzt. Inzwischen sind sie integriert in elektronische Informationssysteme (ECDIS), die das gesamte Schiffsmanagement abdecken. In der Sportschifffahrt haben Kartenplotter durch den starken Preisverfall in den 1990er-Jahren Einzug gehalten und gehören inzwischen zur Standardausrüstung auf jedem Charterschiff.
2005 waren erste Mobiltelefone mit GPS und Kartenanzeige erhältlich. Auf modernen Smartphones können Seekarten sogar auf dem kleinen Display angezeigt werden. Gegen die Verwendung von Smartphones als Hauptnavigationsinstrument spricht aber ihr häufig unzureichender Schutz gegen Witterungseinflüsse und grobe Behandlung.

## Entwicklungstendenzen
Zunehmend werden Laptops und Tablets als preiswerter Ersatz für Kartenplotter eingesetzt. Durch Vernetzung über Bluetooth und WLAN werden Daten anderer Navigationsgeräte auf dem Display angezeigt. Durch Verwendung von SSD-Speichern werden die Geräte widerstandsfähig gegen Erschütterungen. Wasserfestigkeit wird durch Schutzgehäuse oder spezielle wasserfeste Displays erreicht.
Durch offene Betriebssysteme können freie Karten eingesetzt werden. OpenSeaMap funktioniert auf Garmin-Plottern und Handgeräten mit „Marine-Modus“, sowie auf Geräten der Navico-Gruppe mit den Marken Lowrance, Simrad, B&G.